# George Kuchar
George Kuchar fue un director de cine underground estadounidense, conocido por su estética «low-fi».

## Primeros años y carrera
Kuchar se formó como artista comercial en la Escuela de Arte Industrial, ahora conocido como la Escuela de Arte y Diseño, una escuela vocacional en la ciudad de Nueva York. Se graduó en 1960 y dibujó mapas meteorológicos para un programa de noticias locales. Durante este período, él y su hermano gemelo Mike Kuchar estaban haciendo películas de 8mm, que se exhibieron en la entonces floreciente escena del cine underground junto con películas de Andy Warhol, Kenneth Anger y Stan Brakhage. Ken Jacobs trajo la atención de su trabajo a Jonas Mekas, quien mostró su trabajo en el Village Voice y otros lugares.
Después de ser despedido de un trabajo de arte comercial en la ciudad de Nueva York, le ofrecieron a Kuchar un puesto de enseñanza en el departamento de cine del Instituto de Arte de San Francisco, donde enseñó desde 1971 hasta principios de 2011.
En San Francisco, Kuchar se involucró con el cómic underground por medio de sus vecinos Art Spiegelman y Bill Griffith. Ambos terminaron en sus películas y George terminó en sus publicaciones.

## Películas
George Kuchar dirigió más de 200 películas y videos (incluyendo más de 15 con su hermano gemelo Mike), muchos de ellos cortometrajes por alumnos en sus cursos en el Instituto de Arte de San Francisco. En la encuesta de la crítica de las 100 mejores películas del siglo XX, apareciendo originalmente en The Village Voice (4 de enero de 2000), Hold Me While I'm Naked se ubicó en el puesto 52.

## Video diarios
Después de mudarse de Nueva York a San Francisco, Kuchar produjo video diarios prolíficamente, los cuales su cantidad producida sigue siendo desconocida. Su duración varía de cinco a noventa minutos, los video diarios de Kuchar inciden en su vida cotidiana con temas como el apetito, la voluptuosidad, la hilaridad de ideas, camp, flatulencia, el clima, micción, amistad, amor y la artificialidad del propio cine. El más conocido de los video diarios de Kuchar son sus Weather Diary Series en donde consiste en las peregrinaciones anuales de Kuchar a El Reno, Oklahoma para observar los tornados. En respuesta a los cambios en la tecnología, los video diarios de Kuchar han aplicado cada vez más las tácticas de camp a las cosas de la era digital. El más reciente utiliza efectos digitales de grado de consumidor para generar algo como psicodelia postmoderna. Su trabajo en vídeo se archiva en el Video Data Bank y en Electronic Arts Intermix.
El trabajo de Kuchar ha influido claramente en los artistas contemporáneos de presentaciones/videos queer, Ryan Trecartin y Felix Bernstein.

## Pinturas
Las pinturas de Kuchar reflejan a menudo los mismos temas que en sus trabajos de película y vídeo, también compartiendo su esquema de color de tipo fauvista. Según Eileen Myles, Kuchar está acostumbrado a trabajar en cajas que encuentra a la pintura y al video «no tan diferentes». Sus pinturas han sido exhibidas intermitentemente a lo largo de su carrera, más recientemente en la galería de Kaplan de Casey en Manhattan y en 2012 en el MoMA PS1 como parte de la retrospectiva póstuma de Kuchar: Pagan Rhapsodies.

## Películas que incluyen a Kuchar
Planet Kuchar, una película biográfica de la vida de George Kuchar, está siendo desarrollado por la productora de Los Angeles Automat Pictures y el productor Jeffrey Schwarz.
It Came From Kuchar, un documental de la vida de George y Mike Kuchar por Jennifer Kroot, estrenado en el festival de cine South by Southwest, el 14 de marzo de 2009.
En 1997, los hermanos Kuchar colaboraron en Reflections from a Cinematic Cesspool, un libro de memorias sobre cuatro décadas de cine con una introducción por el director John Waters.

## Muerte
George Kuchar murió el 6 de septiembre de 2011 en San Francisco de complicaciones relacionadas con el cáncer de próstata.

## Filmografía
- The Wet Destruction Of The Atlantic Empire (1954)
- Screwball (1957)
- The Naked And The Nude (1957)
- The Slasher (1958)
- The Thief And The Stripper (1959)
- A Tub Named Desire (1960)
- I Was A Teenage Rumpot (1960)
- Pussy On A Hot Tin Roof (1961)
- Born Of The Wind (1961)
- A Woman Distressed (1962)
- A Town Called Tempest (1962)
- Night Of The Bomb (1962)
- Lust For Ectsasy (1963)
- The Confessions Of Babette (1963)
- Tootsies In Autumn (1963)
- Anita Needs Me (1963)
- The Lovers Of Eternity (1963)
- Corruption Of The Damned (1965)
- Hold Me While I'm Naked (1966)
- Leisure (1966)
- Mosholu Holiday (1966)
- Color Me Shameless (1967)
- Eclipse Of The Sun Virgin (1967)
- The Lady From Sands Point (1967)
- Knocturne (1968)
- Unstrap Me (1968)
- House Of The White People (1968)
- Encyclopedia Of The Blessed (1968)
- The Mammal Palace (1969)
- Pagan Rhapsody (1970)
- Portrait Of Ramona (1971)
- The Sunshine Sisters (1972)
- The Devil's Cleavage (1973)
- Thundercrack! (1975) (screenplay)
- Back To Nature (1976)
- A Reason To Live (1976)
- La Casa De Chorizo (1977)
- KY Kapers (1977)
- Wild Night In El Reno (1977)
- Forever And Always (1978)
- Mongreloid (1978)
- Blips (1979)
- Aqueerius (1980)
- The Nocturnal Immaculation (1980)
- Yolando (1980)
- Cattle Mutilations (1983)
- Mom (1983)
- Untitled Musical (1984)
- The X-People (1984)
- Ascension Of The Demonoids (1985)

Producidas en el Instituto de Arte de San Francisco:
- Destination Damnation (1972)
- Carnal Bipeds (1973)
- I Married A Heathen (1974)
- The Desperate And The Deep (1975)
- I, An Actress (1977)
- The Asphalt Ribbon (1977)
- One Night A Week (1978)
- Prescrition In Blue (1978)
- The Power Of The Press (1979)
- Remember Tomorrow (1979)
- Symphony For A Sinner (1979)
- How To Chose A Wife (1980)
- The Woman And The Dress (1980)
- Ochokpug (1980)
- Boulevard Kishka (1981)
- The Oneers (1982)
- Ms. Hyde (1983)
- Club Vatican (1984)
- The Legend Of Thelma White (1985)
- Motel Capri (1986)
- La Noche D'Amour (1986)
- PRC Musical (1986)
- Insanitorium (1987)
- Summer Of No Return (1988)
- La Verbotene Voyage (1989)
- A Fatal Desire (2004)
- The Crypt of Frankenstein (2008)
- Zombies of Zanzibar (2010)

## Videografía
- Studio 8 (1985)
- Video Album (1985)
- Weather Diary 1 (1986)
- Greetings from Boulder (1986)
- Video Album 2 (1986)
- Last Hello (1986)
- Video Album 3 (1986)
- Rainy Season (1987)
- Weather Diary 2 (1987)
- Caged Culture (1987)
- Creeping Crimson (1987)
- Cult of the Cubicles (1987)
- Muffled Darkness (1987)
- Video Album 5: The Thursday People (1987)
- We, The Normal (1987)
- Xmas 1987 New Years (1987)
- Calling Dr. Petrov (1987)
- East By Southwest (1987)
- The Desert Within (1987)
- 1980 Seven (1987)
- Weather Diary 3 (1988)
- Weather Diary 4 (1988)
- The Celluloids (1988)
- L.A. Screening Workshop (1988)
- Low Light Life (1988)
- Mecca of the Frigid (1988)
- Precious Products (1988)
- Return to the House of Pain (1988)
- Evangelust (1988)
- The Hurt that Fades (1988)
- Motivation of the Carcasoids (1988)
- Terror By Twilight (1988)
- Orbits of Fear (1988)
- Fill Thy Crack with Whiteness (1989)
- Migration of the Blubberoids (1989)
- Precious Products (1989)
- Weather Diary 5 (1989)
- The Deafening Goo (1989)
- Love Me True (1989)
- Hefner's Heifers (1989)
- Say Yes to No (1989)
- 500 Millibars to Ecstasy (1989)
- Chili Line Stops Here (1989)
- The Plucking of the Succulents (1989)
- Point 'n Shoot (1989)
- Pictures at an Exhibitionist's (1989)
- Vile Cargo (1989)
- The Web of Dr. Satan (1989)
- Wet Dreams (1989)
- Secrets of the Shadow World (1988-1989)
- Letter from New York (1990)
- Weather Diary 6 (1990)
- Kiss of the Veggie Vixen (1990)
- Rocky Interlude (1990)
- Edible Atrocities (1990)
- Snap 'n Snatch (1990)
- Curse of the Kurva (1990)
- Munchkins of the Melody Manor (1990)
- Passage to Wetness (1990)
- Saga of Magda (1990)
- Tempest in a Tea Room (1990)
- The Warming of the Hell House (1990)
- Winter Hostilities (1991)
- Gastronomic Getaway (1991)
- Snake Goddess (1991)
- Foto Spread (1991)
- The Fall of the House of Yasmin (1991)
- Artists in Residence (1991)
- Scarlet Droppings (1991)
- Weather Watch (1991)
- Indian Summer (1991)
- Come Forth, Julyowa (1991)
- The Holiday Xmas Video of 1991 (1991)
- The Redhead from Riverside Terrace (1991)
- Going Nowhere (1992)
- Interior Vacuum (1992)
- Sherman Acres (1992)
- George Kuchar Goes to Work with Today's Youth (1992)
- Big Ones Hurt (1992)
- Pilgrimage (1992)
- Chat 'n 'Chew (1992)
- Demonatrix of Kebrine Castle (1992)
- Impaction of the Igneous (1992)
- Indigo Blues (1992)
- Award (1992)
- Ann Arbor (1992)
- The Shame of Lela La Suere (1992)
- Video Wallpaper Series (1992)
- Graffiti Junction (1993)
- The Tower of the Astro-Cyclops (1994)
- Andy's House of Gary (1993)
- ID Came from Inner Space (1993)
- Dial A Kvetch (1993)
- Bayou of the Blue Behemoth (1993)
- Glacier Park Video Views (1993)
- Melody for Maria (1993)
- Story of Ruthy (1993)
- Sunbelt Serenade, Part 1: Oklahoma (1993)
- Sunbelt Serenade, Part 2: Los Angeles (1993)
- Isleton (1992)
- Trinity (1993)
- Kitchenetiquette (1993)
- The Tower of the Astro-Cyclops (1994)
- Sunbelt Serenade, Part 3: Arizona (1994)
- The Gifted Goon (1994)
- Going Hollywood (1994)
- Cellar Sinema (1994)
- Dingleberry Jingles (1994)
- Jungle Jezebel (1994)
- Sins of Bunny Luv (1994)
- Baldies of Burgermeister Bungalow (1994)
- The Cage of Nicholas (1994)
- Chow Down on Cheney Street (1994)
- Felines of Castle Frauline (1994)
- Rancho Roulette (1994)
- Holidaze, 1994 (1994)
- Route 666 (1994)
- Tales of the Twilight Typist (1994)
- Urchins of Ungawa (1994)
- Nirvana of the Nebbishites (1994)
- Woman of the 90's (1995)
- Portraiture in Black (1995)
- The Confessions of Nina Noir (1995)
- Society Slut (1995)
- The Unclean (1995)
- Slippage in the Garden of Udon (1995)
- Omewenne (1995)
- Cocktail Crooners (1997)
- Curmudgeon on the Campus (1997)
- Oasis of the Pharaohs (1997)
- The Exiled Files of Eddie Gray (1997)
- The Inmate (1997)
- Chigger Country (1999)
- Culinary Linkage (1999)
- Trilogy of the Titans (1999)